# Claude Mauriac
Claude Mauriac (ur. 25 kwietnia 1914 w Paryżu, zm. 22 marca 1996 tamże) – francuski pisarz, dziennikarz i krytyk. Zaliczany do nurtu nowej powieści.

## Życiorys
Syn François Mauriaca, pisarza francuskiego, laureata Nagrody Nobla z dziedziny literatury w 1952 r.
W latach 1944–1949 był sekretarzem Charles’a de Gaulle’a. W latach 1949–1953 był redaktorem naczelnym oraz wydawcą czasopisma „Liberté de l'esprit”.  W latach 1946–1977 był felietonistą i krytykiem filmowym dla gazet „Le Figaro” oraz „Le Figaro Littéraire”.
W 1959 r. otrzymał Prix Médicis za Le Dîner en ville.
Zasiadał w jury 14. MFF w Cannes w 1961 r.

## Twórczość
Napisał cykl Le Dialogue intérieur, na który składają się 4 powieści: Toutes les femmes sont fatales (1957), Le Dîner en ville (1959), La Marquise sortit à cinq heures (1961) oraz L’Agrandissement (1963). Jego najbardziej znane dzieło to Le Temps immobile (1974–1988) – dziesięciotomowy zbiór wspomnień składający się z listów, dokumentów, fragmentów dzieł innych pisarzy oraz wpisów pamiętnikowych Mauriana. Jest również znany z L’Alittérature contemporaine – zbioru esejów XX wiecznych pisarzy.
W Polsce wydano Taras Malagaru (Terrasse de Malagar) – tom czwarty zbioru Le Temps immobile.